# Bitomus granulellus
Bitomus granulellus är en stekelart som beskrevs av Fischer 1994. Bitomus granulellus ingår i släktet Bitomus och familjen bracksteklar. Inga underarter finns listade.